# 9642 Takatahiro
9642 Takatahiro è un asteroide della fascia principale. Scoperto nel 1994, presenta un'orbita caratterizzata da un semiasse maggiore pari a 2,4261702 UA e da un'eccentricità di 0,1931848, inclinata di 3,00911° rispetto all'eclittica.